# Kevin Carlson
Kevin D. Carlson (n. 12 de abril del año 1962) es un conocido titiritero de películas y series, y actor de voz de series animadas y videojuegos.

## Filmografía

### Televisión
- All That - Fuzz (en los segmentos "Have a Nice Day with Leroy and Fuzz")
- Dinosaurios - Titiritero adicional
- Los imaginadores - Ratón del Taller
- Late Night Buffet with Augie and Del - Joey el mono
- Lost on Earth - Ahab
- Muppets Tonight - Titiritero adicional
- Pee-wee's Playhouse - Clocky, Conkey, Floory, Knucklehead, Dinosaurio Rojo
- The Adventures of Timmy the Tooth - Timmy el Diente
- The Office - Edward R. Meow (en "Take Your Daughter to Work Day")
- Where Is Warehouse Mouse? - Ratón del Taller
- The Mr. Potato Head Show - Sr. Cabeza de Papa

### Películas
- Child's Play 2 - Chucky (titiritero)
- Elmopalooza - Titiritero adicional
- Muppet Classic Theater - Titiritero adicional
- Muppets Most Wanted - Titiritero
- Los Muppets - Titiritero adicional
- Theodore Rex - Ankylosaurus Padre (titiritero)

## Trabajo en equipo
- Beetlejuice - Titiritero
- Cats & Dogs - Titiritero
- Dr. Dolittle - Titiritero
- Dr. Dolittle 2 - Titiritero
- Forgetting Sarah Marshall - Titiritero
- Men in Black II - Titiritero (sin acreditar)
- Team America: World Police - Titiritero principal
- The Adventures of Timmy the Tooth - Creador, coproductor, escritor